# Drosera affinis
Espèce
Classification phylogénétique
Drosera affinis est une espèce végétale de la famille des Droseraceae originaire de l'Afrique du Sud. Ses tiges sont très allongées et mesurent entre 10 et 25 cm de long ; ses feuilles sont spatulées ou oblancéolées. La floraison a lieu entre mai en septembre.